# Chambost-Allières
Chambost-Allières é uma comuna francesa na região administrativa de Auvérnia-Ródano-Alpes, no departamento de Ródano. Estende-se por uma área de 14,14 km². Em 2010 a comuna tinha 848 habitantes (densidade: 60 hab./km²).